# Jindřich Raspe
Jindřich Raspe (německy Heinrich Raspe; 1204 – 16. února 1247 Wartburg) byl durynský lantkrabě od roku 1231 a v letech 1246–1247 s podporou papeže římským vzdorokrálem proti Konrádu IV. Štaufskému.

## Život
Narodil se lantkraběti durynskému Heřmanovi I. Durynskému a jeho manželce Žofii z Wittelsbachu roku 1204. Mládí strávil na durynském panství.
V roce 1227 Jindřichovi zemřel starší bratr Ludvík, který podlehl nemoci v Otrantu, když mířil do Svaté země ve jménu křížové výpravy. Jindřich se následně stal i poručníkem Ludvíkova nezletilého syna. Jindřichovi se však úspěšně podařilo získat si trůn pro sebe a okolo roku 1231 tak přebírá moc v Durynsku po svém zesnulém bratrovi.
V únoru roku 1238 pojal za choť sestru rakouského vévody Fridricha II. Bojovného, Gertrudu Babenberskou. Raspe též pomohl českému králi Václavovi I. při boji s Mongoly, kterému v roce 1241 vyslal i durynské jednotky a následujícího roku (1242) byl společně s Václavem jmenován Fridrichem II. Štaufským generálním správcem pro Německo, jelikož Fridrichův syn Konrád v té době ještě nenabyl zletilosti. V roce 1246 byl zvolen římským protikrálem v návaznosti na skon předešlého císaře Fridricha II. Štaufského i s podporou papeže Inocence IV., avšak v říši nezískal tak velkou podporu, aby dokázal svrhnout svého protivníka Konráda Štaufského. Jindřich náhle zemřel 16. února roku 1247 na hradě Wartburgu v Durynsku. Jeho manželství bylo bezdětné, tudíž v Durynsku poté převzal moc Jindřich III. Míšeňský z rodu Wettinů.